# Kranidi
Kranidi  este un oraș în Grecia în Prefectura Argolida.